# Afrobeat
El afrobeat es una combinación de música yoruba, jazz, highlife y funk, popularizado en África en la década de los 70.
El creador del afrobeat, y el artista más reconocido del género, es el multiinstrumentista nigeriano Fela Kuti, quien acuñó la denominación e hizo la estructura musical y el contexto político del género. Estrenó el afrobeat a principios de los años 60, si bien antes había intentado una fusión de jazz y highlife con su Koola Lobitos Band. 

## Características
Las características más destacables del afrobeat son:
- Bandas grandes: Un grupo grande de músicos que tocan varios instrumentos (la banda de Fela Kuti en los años 80 en Egypt 80 destacó por tener 80 músicos).
- Ritmo enérgico y percusión polirrítmica.
- Beats repetitivos, muchas veces inspirados en el funk.
- El uso de la improvisación.
- Combinación de géneros: Una mezcla de varias influencias musicales.
- Suele ser cantado en inglés de Pidgin. Así Kuti habló en inglés pues la consideró como la mejor lengua para ser entendida a través de las fronteras de toda África.

La política es esencial en el género de afrobeat, pues Kuti, su fundador, era una persona muy preocupada y consciente de los problemas sociales, así que usó su música para hacer crítica social en pro del cambio. Su mensaje puede describirse como polémico y relacionado con el clima político de la mayor parte de los países africanos en los años 60, muchos de los cuales trataban con la injusticia política y la corrupción militar reponiéndose de la transición de gobiernos coloniales a la autodeterminación.

## Historia
El afrobeat evolucionó en Nigeria a finales de la década de 1960 de la mano de Fela Anikulapo Kuti (nacido como Olufela Olusegun Oludotun) quien, con el baterista Tony Allen, experimentó con diferentes músicas contemporáneas de esa época. El afrobeat fue influenciado por una combinación de diferentes géneros, como highlife, fuji y jùjú, así como por tradiciones vocales, ritmos e instrumentos Yoruba. A finales de la década de 1950, Kuti dejó Lagos para estudiar en el extranjero en la Escuela de Música de Londres, donde tomó lecciones de piano y percusión y estuvo expuesto al jazz. Fela Kuti regresó a Lagos y tocó un híbrido de highlife-jazz, aunque sin éxito comercial.
En 1969, Kuti y su banda se fueron de viaje a Estados Unidos y conocieron a una mujer llamada Sandra Smith, cantante y ex Pantera Negra. Sandra Smith (ahora conocida como Sandra Izsadore o Sandra Akanke Isidore) le presentó a Kuti muchos escritos de activistas como Martin Luther King Jr., Angela Davis, Jesse Jackson y su mayor influencia de todas, Malcolm X.
Como Kuti estaba interesado en la política afroamericana, Smith tendría el deber de informar a Kuti de los acontecimientos actuales. A cambio, Kuti la informaría sobre la cultura africana. Como Kuti se quedó en la casa de Smith y pasó tanto tiempo con ella, comenzó a reevaluar su género musical. Fue entonces cuando Kuti se dio cuenta de que no estaba tocando música africana. A partir de ese día, Kuti cambió su sonido y el mensaje detrás de su música.
Al llegar a Nigeria, Kuti también cambió el nombre de su grupo a "África '70". El nuevo sonido provino de un club que fundó llamado Afrika Shrine. La banda mantuvo una residencia de cinco años en el Afrika Shrine de 1970 a 1975, mientras que el Afrobeat prosperaba entre la juventud nigeriana. Otra persona influyente Ray Stephen Oche [Delaware], un músico nigeriano que estuvo de gira desde París, Francia, con su orquesta Matumbo en la década de 1970.
El nombre nació en parte de un intento de distinguir la música de Fela Kuti de la música soul de artistas estadounidenses como James Brown.
En su música y en la de Lagbaja prevalecen las armonías y los ritmos nativos de Nigeria, tomando elementos contrastantes y combinándolos, modernizándolos e improvisando sobre ellos. La política es esencial para Afrobeat, debido a que Kuti utiliza la crítica social para allanar el camino para el cambio. Su mensaje puede describirse como confrontativo y controvertido, y se relaciona con el clima político de la mayoría de los países africanos en la década de 1970, muchos de los cuales enfrentaban injusticia política y corrupción militar mientras se recuperaban de la transición de los gobiernos coloniales a la autodeterminación. A medida que el género se extendió por todo el continente africano, muchas bandas adoptaron el estilo. Las grabaciones de estas bandas y sus canciones rara vez se escuchaban o exportaban fuera de los países de origen, pero muchas ahora se pueden encontrar en álbumes recopilatorios y CD en tiendas de discos especializadas.

## Repercusión
Los músicos de jazz siempre eran atraídos por el afrobeat. Desde Roy Ayers en los años setenta a Randy Weston en los años noventa hubo colaboraciones que han dado álbumes como Africa: Centre of the World de Roy Ayers, editado por Polydor en 1981. En 1994 Branford Marsalis, el saxofonista de jazz americano, incluyó samples fujis y afrobeat en Buckshot leFonque. El afrobeat también ha influido en productores importantes contemporáneos como Brian Eno, que acredita a Fela Kuti como una influencia.
Los Dj's de nueva generación se han enamorado tanto del material de Kuti como de otras ediciones y han hecho compilaciones y nuevas mezclas de estas grabaciones, introduciendo de nuevo el género a las generaciones nuevas de oyentes en géneros como el lounge.
Tras el movimiento Fela la escena del afrobeat se ha extendido y la música ha tomado una raíz sólida. Hay un grupo diverso de bandas bajo la influencia de esta música en diferentes países. Así la lista incluiría a Femi Kuti (el primer hijo de Fela y saxofonista) y la Positive Force; Seun Kuti (otro de los hijos de Kuti, ahora dirigiendo la banda original de su padre); Ayetoro (un grupo conducido por el pianista y compositor nigeriano Funsho Ogundipe); Franck Biyong & Massak (un grupo conducido por el cantante y guitarrista camerunés Franck Biyong) ;Afrobeat Down, Akoya Afrobeat Ensemble, Antibalas (Brooklyn, Nueva York); Chicago Afrobeat Project que trae una variación fresca y contemporánea del género, Speak in Tones que provienen de la escena de Tribeca's Walker Stage (artistas internacionales en todo el mundo que divulgan el Afrobeat y los derechos de los indígenas.); Rameses Revolution de Suecia, Femme Nameless, y finalmente, Tony Allen, el hombre que sostuvo el tambor de silla el periodo de Africa '70 y cuyo ritmo fue, según la autobiografía de James Brown, la influencia detrás de su descubrimiento del funk.
En Chile, podemos encontrar la banda Newen Afrobeat (2010). En Colombia, el representante del género musical es Jossman, Kapo y Beéle.

## Festivales
El 15 de octubre de 1938 nace Fela Kuti, leyenda de la música africana del siglo XX, profeta del panafricanismo y padre del Afrobeat.
Por este motivo, cada 15 de octubre se celebra en diversas ciudades alrededor del mundo lo que se conoce como el Día FELA. Una serie de recitales y festivales de Afrobeat dedicados a difundir este género musical, así como su mensaje de unión entre los pueblos y de la celebración de la vida a través de la música.
En abril de 2015 se realizó el "FAI", el primer festival de afrobeat de Buenos Aires organizado íntegramente por artistas.